# Palm City
Palm City est une census-designated place située dans le comté de Martin, dans l’État de Floride, aux États-Unis. Lors du recensement de 2010, sa population s’élevait à 23 120 habitants, ce qui en fait la localité la plus peuplée du comté.

## Démographie
| 2000   | 2010   | - | - | - | - |
| ------ | ------ | - | - | - | - |
| 20 097 | 23 120 | - | - | - | - |

## Source
- (en) Cet article est partiellement ou en totalité issu de l’article de Wikipédia en anglais intitulé « Palm City, Florida » (voir la liste des auteurs).